# 책화
책화(責禍)는 동예에서 생활권을 상호 존중하는 일종의 벌칙으로 씨족 사회의 폐쇄성을 말해주는 유풍이다. 
동예에서는 씨족 상호간에 생활권을 존중하여 서로 다른 씨족의 영역을 함부로 침범하지 못하도록 하였다. 만약 이를 어기고 침범하는 일이 있으면 침범자측에서 노예와 소말로 배상하게 하였다.
<<삼국지>>에 따르면, 고구려 남쪽의 동해안에 있던 예라는 정치세력에 대해 "그 읍락들은 서로 침범하면 곧 그 벌로 노예와 소말 을 요구하는데 이를 책화라 부른다"고 소개하고 있다.